# Pena de morte no Afeganistão
A pena de morte é uma pena legal no Afeganistão.
A seguir, é apresentada uma lista de algumas execuções estatais realizadas pelo governo do Afeganistão:
- Abril de 2004 - Abdullah Shah é executado dentro da prisão de Pul-e-Charkhi, nos arredores de Cabul .[1]
- Outubro de 2007 - Quinze prisioneiros foram executados por fuzilamento dentro da prisão de Pul-e-Charkhi em Cabul, incluindo Reza Khan .[2]
- Junho de 2011 - Dois assassinos em massa foram executados enforcados na prisão de Pul-e-Charkhi. Um dos assassinos era Zar Ajam, 17 anos, de Waziristan, no Paquistão, que matou 40 pessoas aleatoriamente dentro de uma agência do Kabul Bank em Jalalabad, Afeganistão.[3][4]
- Novembro de 2012 - Quatorze prisioneiros foram enforcados dentro da prisão de Pul-e-Charkhi.[5][6]
- Outubro de 2014 - Cinco homens foram executados enforcados dentro da prisão de Pul-e-Charkhi. Os homens foram acusados de assalto e estupros.[7][8]